# Pavlov’s Dog
Pavlov’s Dog (с англ. — «Собака Павлова») — американская группа, исполняющая музыку в стилях прогрессив-рок и AOR, сформировалась в Сент-Луисе в 1972 году. Оригинальный состав включал следующих музыкантов: Дэвид Сёркэмп, Стив Скорфина, Майк Сафрон, Рик Стоктон, Дэвид Хэмилтон, Дуг Рэйбёрн, Зигфрид Карвер.

## Участники группы
- Дэвид Сёркэмп (David Surkamp) — вокал и гитара (с 1972);
- Марк Гэр (Mark Gahr) — лид-гитара (1972);
- Стив Скорфина (Steve Scorfina) — гитара (1972—1977);
- Билл Франко (Bill Franco) — гитара (2006—2007, 2009—2013);
- Майк Сафрон (Mike Safron) — ударные (1972—1975);
- Рик Стоктон (Rick Stockton) — бас-гитара (1972—1977);
- Дэвид Хэмилтон (David Hamilton) — клавишные (1972—1977);
- Дуг Рэйбёрн (Doug Rayburn) — меллотрон и флейта (1972−2008);
- Зигфрид Карвер (Siegfried Carver) — витар и разнообразные струнные инструменты (1972—1974);
- Кирк Саркисян (Kirk Sarkisian) — ударные (1974—1977).

### Текущий состав
- Дэвид Сёркэмп — вокал, гитара;
- Сара Сёркэмп (Sara Surkamp) — вокал, гитара;
- Майк Сафрон — ударные, вокал;
- Аманда Маккой (Amanda McCoy) — гитара;
- Эбби Хайнс Штайлинг (Abbie Haines Steiling) — скрипка;
- Рик Штайлинг (Rick Steiling) — бас-гитара;
- Ник Шлютер (Nick Schlueter) — клавишные;

## Студийные альбомы
- Pampered Menial (1974)
- At the Sound of the Bell (1975)
- Third (1977)
- Has Anyone Here Seen Sigfried? (бутлег выпущен в 1980, официально выпущен в 2007)
- Lost in America (1990)
- Echo & Boo (2010)
- Live and Unleashed (2011)
- Prodigal Dreamer (2018)